# Santi Mina
Santiago Mina Lorenzo, noto semplicemente come Santi Mina (Vigo, 7 dicembre 1995) è un calciatore spagnolo, attaccante svincolato.

## Biografia
A dicembre 2019 Mina fu rinviato a giudizio insieme all'ex compagno di squadra David Goldar a seguito di chiusura indagini su una violenza sessuale denunciata due anni addietro da una giovane donna di Mojácar.
Il processo, iniziato a marzo 2022 presso il tribunale provinciale di Almería e terminato il 4 maggio successivo, ha visto cadere l'accusa di violenza sessuale ma non quella di abuso, a seguito della quale Mina ha ricevuto una condanna a quattro anni di carcere e all'imposizione del versamento di 50000 € a titolo di risarcimento civile alla vittima.
Avverso la sentenza penale la difesa di Mina ha preannunciato appello presso il competente tribunale superiore.
Dopo la sentenza di primo grado il Celta ha emesso un comunicato in cui si preannuncia, a tutela dell'immagine del club, la sospensione cautelare del giocatore da qualsiasi attività e rescissione consensuale del contratto.

## Carriera

### Club

#### Celta Vigo
Nato a Vigo, capoluogo della Galizia, Mina ha fatto la trafila delle giovanili con il Celta Vigo della sua città natale, e ha fatto il suo debutto con le riserve nella stagione 2012-13, in Tercera División. Il 5 gennaio firma il primo contratto da professionista con il club, valido fino al 2018.
Mina ha fatto il suo debutto in prima squadra - e nella Liga -  il 16 febbraio 2013, entrando come sostituto di Iago Aspas al 66º minuto della sconfitta in trasferta per 1-3 contro il Getafe. Ha segnato il suo primo gol in massima serie il 16 settembre, nella sconfitta per 3-2 in casa dell'Athletic Bilbao; a soli 17 anni, 9 mesi e 10 giorni, è diventato il più giovane marcatore della squadra in prima divisione.
L'11 aprile 2015, Mina segna quattro gol in un 6-1 in casa del Rayo Vallecano, diventando il più giovane giocatore degli ultimi 80 anni a farlo nella massima serie spagnola e il primo del Celta dal 1979.

#### Valencia
Dopo due stagioni a Vigo, il 4 luglio 2015, passa al Valencia per circa 10 milioni firmando fino al 30 giugno 2019.
Segna il suo primo gol il 5 dicembre, a quattro minuti dal termine in un pareggio casalingo per 1-1 contro il Barcellona.
Il 18 febbraio 2016, nei soli primi 45 minuti, Mina ha segnato due gol e fornito tre assist nello spareggio degli ottavi di finale di Europa League contro il Rapid Vienna, in una vittoria per 6-0 sempre allo stadio Mestalla.
Mina segna un career-best di 12 gol in campionato nel 2017-18 nonostante sia il più delle volte il sostituto di Simone Zaza e Rodrigo, mentre il Valencia arriva quarto. Durante la stagione successiva mette a segno delle doppiette nelle vittorie in Copa del Rey contro Ebro e Sporting Gijón, mentre il suo club raggiunge la sua prima vittoria in finale dopo 11 anni, rimanendo tuttavia inutilizzato nella vittoria finale per 2-1 contro il Barcellona del 25 maggio 2019.

#### Ritorno al Celta
Dopo quattro anni al Valencia, il 14 luglio 2019 viene ufficializzato il suo ritorno al Celta Vigo, con cui sottoscrive un contratto quinquennale, mentre Maxi Gómez si muove nella direzione opposta.
Nel 2020-21, segna 12 gol in coppia con i 14 di Aspas; questi includono entrambi i gol della vittoria per 2-1 sul Barcellona che il 16 maggio pose fine alle speranze di titolo dei blaugrana.
Nel luglio 2022, la squadra spagnola raggiunge un accordo per cedere Mina all'Arīs Salonicco, ma il giocatore ha rifiutato il trasferimento; analogamente si è trasferito con la proposta dello Shabab Al-Ahli.

#### Al-Shabab
Il 23 agosto 2022, viene ceduto in prestito annuale ai sauditi dell'Al-Shabab.

### Nazionale
Ha giocato con l'Under-18 (3 presenze 1 gol), l'Under-19 (16 presenze e 6 gol) e l'Under-21 (2 presenze) della nazionale spagnola.

## Statistiche

### Presenze e reti nei club
Statistiche aggiornate al 24 agosto 2022.
| Stagione          | Squadra           | Campionato        | Campionato | Campionato | Coppe nazionali | Coppe nazionali | Coppe nazionali | Coppe continentali | Coppe continentali | Coppe continentali | Altre coppe | Altre coppe | Altre coppe | Totale | Totale |
| Stagione          | Squadra           | Comp              | Pres       | Reti       | Comp            | Pres            | Reti            | Comp               | Pres               | Reti               | Comp        | Pres        | Reti        | Pres   | Reti   |
| ----------------- | ----------------- | ----------------- | ---------- | ---------- | --------------- | --------------- | --------------- | ------------------ | ------------------ | ------------------ | ----------- | ----------- | ----------- | ------ | ------ |
| 2012-2013         | Celta Vigo        | PD                | 1          | 0          | CR              | 0               | 0               | -                  | -                  | -                  | -           | -           | -           | 1      | 0      |
| 2013-2014         | Celta Vigo        | PD                | 29         | 2          | CR              | 2               | 1               | -                  | -                  | -                  | -           | -           | -           | 31     | 3      |
| 2014-2015         | Celta Vigo        | PD                | 20         | 7          | CR              | 4               | 2               | -                  | -                  | -                  | -           | -           | -           | 24     | 9      |
| 2015-2016         | Valencia          | PD                | 26         | 4          | CR              | 4               | 1               | UCL+UEL            | 4+2                | 0+3                | -           | -           | -           | 36     | 8      |
| 2016-2017         | Valencia          | PD                | 29         | 6          | CR              | 2               | 0               | -                  | -                  | -                  | -           | -           | -           | 31     | 6      |
| 2017-2018         | Valencia          | PD                | 32         | 12         | CR              | 6               | 3               | -                  | -                  | -                  | -           | -           | -           | 38     | 15     |
| 2018-2019         | Valencia          | PD                | 30         | 7          | CR              | 5               | 4               | UCL+UEL            | 4+6                | 2+0                | -           | -           | -           | 45     | 13     |
| Totale Valencia   | Totale Valencia   | Totale Valencia   | 117        | 29         |                 | 17              | 8               |                    | 16                 | 5                  |             | -           | -           | 150    | 42     |
| 2019-2020         | Celta Vigo        | PD                | 34         | 6          | CR              | 2               | 2               | -                  | -                  | -                  | -           | -           | -           | 36     | 8      |
| 2020-2021         | Celta Vigo        | PD                | 34         | 12         | CR              | 1               | 1               | -                  | -                  | -                  | -           | -           | -           | 34     | 13     |
| 2021-2022         | Celta Vigo        | PD                | 33         | 7          | CR              | 3               | 2               | -                  | -                  | -                  | -           | -           | -           | 36     | 9      |
| lug.-ago. 2022    | Celta Vigo        | PD                | 0          | 0          | CR              | -               | -               | -                  | -                  | -                  | -           | -           | -           | 0      | 0      |
| Totale Celta Vigo | Totale Celta Vigo | Totale Celta Vigo | 151        | 34         |                 | 12              | 8               |                    | -                  | -                  |             | -           | -           | 163    | 42     |
| ago. 2022-2023    | Al-Shabab         | SPL               | 27         | 6          | KCC             | 1               | 0               | AFC                | 3                  | 1                  | -           | -           | -           | 31     | 7      |
| Totale carriera   | Totale carriera   | Totale carriera   | 295        | 69         |                 | 30              | 16              |                    | 19                 | 6                  |             | -           | -           | 344    | 91     |

## Palmarès
- Coppa di Spagna: 1

Valencia: 2018-2019